# Rana macrocnemis
Ếch gỗ chân dài, Ếch Kavkaz, Ếch Uludağ (Rana macrocnemis) là một loài ếch trong họ Ranidae.
Nó được tìm thấy ở Armenia, Azerbaijan, Gruzia, Iran, Nga, Thổ Nhĩ Kỳ, và Turkmenistan.
Các môi trường sống tự nhiên của chúng là rừng phương bắc, rừng ôn đới, vùng cây bụi ôn đới, vùng cây bụi khô khu vực nhiệt đới hoặc cận nhiệt đới, vùng đồng cỏ ôn đới, sông, sông có nước theo mùa, đầm nước, hồ nước ngọt, hồ nước ngọt có nước theo mùa, đầm nước ngọt, đầm nước ngọt có nước theo mùa, suối nước ngọt, vùng nhiều đá, đất canh tác, vùng đồng cỏ, các đồn điền, vườn nông thôn, các vùng đô thị, khu vực trữ nước, ao, và thảm thực vật di thực.
Nó không được xem là bị đe dọa theo IUCN.

## Hình ảnh

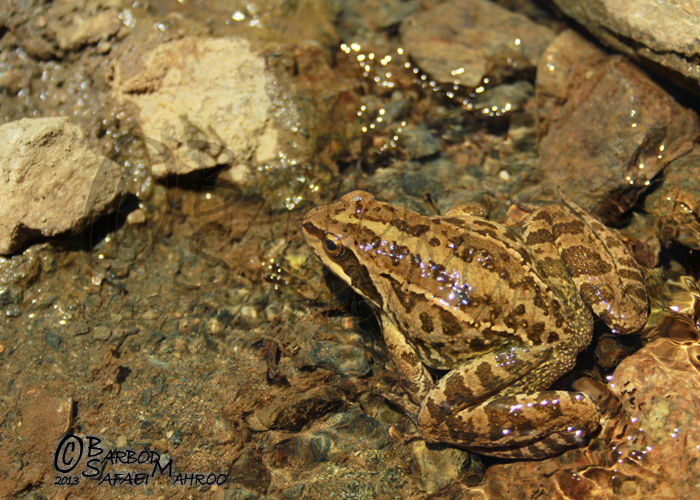